# گابریل ریس
گابریل ریس (انگلیسی: Gabrielle Reece؛ زادهٔ ۶ ژانویهٔ ۱۹۷۰) یک هنرپیشه، بازیکن والیبال و مانکن اهل ایالات متحده آمریکا است.
از فیلم‌های او می‌توان به کلاود ۹ اشاره کرد.